# Tümencogt járás
Tümencogt járás (mongol nyelven: Түмэнцогт сум) Mongólia Szühebátor tartományának egyik járása. Területe 2100 km². Népessége kb. 3300 fő.
Székhelye, Han Höhij (Хан Хөхий) 125 km-re fekszik Barún-Urt tartományi székhelytől.